# Olga Broesnikina
Olga Aleksandrovna Brusnikina (Russisch: Ольга Александровна Брусникина; Moskou, 9 november 1978) is een Russisch synchroonzwemster. Met drie Olympische gouden medailles behoort ze tot de meest succesvolle Olympische deelneemsters wat betreft synchroonzwemmen. Daarnaast won ze vier gouden medailles op wereldkampioenschappen. Na de Olympische Spelen van 2004 stopte ze met synchroonzwemmen. Hierna werd ze coach en internationaal scheidsrechter. In 2001 werd ze lid in de Orde van de Eer. Datzelfde jaar huwde ze de waterpolospeler Sergey Yevstigneyev, wie ze voor het eerst ontmoette in 1994. Het koppel woonde daarna enkele jaren in Italië. Op 14 augustus 2006 beviel ze van een zoon, Iliya.

## Erelijst
Olympische Spelen
- 2000, Duet
- 2000, Team
- 2004, Team

1984: Candace Costie & Tracie Ruiz ·
1988: Michelle Cameron & Carolyn Waldo ·
1992: Karen Josephson & Sarah Josephson ·
2000: Olga Broesnikina & Maria Kiseljova ·
2004: Anastasia Davydova & Anastasia Jermakova ·
2008: Anastasia Davydova & Anastasia Jermakova ·
2012: Natalja Isjtsjenko & Svetlana Romasjina ·
2016: Natalja Isjtsjenko & Svetlana Romasjina ·
2020: Svetlana Kolesnitsjenko & Svetlana Romasjina  ·
2024: Wang Qianyi & Wang Liuyi
1996: Bianco, Cleland, Dyroen-Lancer, Lesueur, Pease, Savery, Schneyder, Simmons, Sudduth, Thien ·
2000: Antonova, Azarova, Broesnikina, Kiseljova, Novoksjtsjenova, Persjina, Soja, Vasiljeva, Vasjoekova ·
2004: Azarova, Broesnikina, Davydova, Chasjanova, Jermakova, Kiseljova, Novoksjtsjenova, Sjorina · 
2008: Davydova, Gromova, Isjtsjenko, Chasjanova, Jermakova, Koezjela, Ovchinnikova, Romasjina, Sjorina · 
2012: Davydova, Gromova, Isjtsjenko, Chasjanova, Korobova, Patskevitsj, Romasjina, Sjisjkina, Timanina · 
2016: Isjtsjenko, Kolesnitsjenko, Patskevitsj, Prokofjeva, Romasjina, Sjisjkina, Sjoerotsjkina, Topilina, Tsjigireva  · 
2020: Tsjigireva,  Goliadkina,  Kolesnitsjenko, Komar,  Patskevitsj, Romasjina, Sjisjkina,  Sjoerotsjkina · 
2024: Chang, Feng, Wang C, Wang L, Wang Q, Xiang, Xiao, Zhang
1973 Teresa Andersen ·
1975 Gail Buzonas ·
1978 Helen Vanderburg ·
1982 Tracie Ruiz ·
1986 Carolyn Waldo ·
1991 Sylvie Fréchette ·
1994 Becky Dyroen-Lancer ·
1998  Olga Sedakova ·
2001 Olga Broesnikina ·
2003 Virginie Dedieu ·
2005 Virginie Dedieu
1973 Teresa Andersen, Gail Johnson ·
1975 Robin Curren, Amanda Norrish ·
1978 Michelle Calkins, Helen Vanderburg ·
1982 Sharon Hambrook, Kelly Kryczka  ·
1986 Michelle Cameron, Carolyn Waldo ·
1991 Karen Josephson, Sarah Josephson ·
1994 Becky Dyroen-Lancer, Jill Sudduth ·
1998 Olga Broesnikina, Olga Sedakova ·
2001 Miya Tachibana, Miho Takeda ·
2003 Anastasia Jermakova, Anastasia Davydova ·
2005 Anastasia Jermakova, Anastasia Davydova
1973 Teresa Andersen, Susan Baross, Robin Curren, Jackie Douglas, Gail Johnson, Dana Moore, Amanda Norrish, Suzanne Randell ·
1975 Michele Barone, Susan Baross, Robin Curren, Gail Johnson, Mary Ellen Longo, Amanda Norrish, Linda Shelley, Pamela Tryon ·
1978 Tami Allen, Michele Barone, Erin Barr, Michelle Beaulieu, Gerri Brandley, Jane Goeppinger, Linda Shelley, Pamela Tryon ·
1982 Janet Arnold, Wendy Barber, Erin Barr, Sharon Hambrook, Kelly Kryczka, Chantal Laviolette, Renee Paradis, Penny Vilagos, Vicky Vilagos, Carolyn Waldo ·
1986 Nathalie Audet, Michelle Cameron, Sylvie Fréchette, Karin Larsen, Chantal Laviolette, Traci Meades, Missy Morlock, Carolyn Waldo · 1991 Kristen Babb-Sprague, Becky Dyroen, Karen Josephson, Sarah Josephson, Jill Savery, Nathalie Schneyder, Heather Simmons, Michelle Svitenko ·
1994 Suzannah Bianco, Tammy Cleland, Becky Dyroen-Lancer, Jill Savery, Nathalie Schneyder, Heather Simmons, Jill Sudduth, Margot Thien ·
1998 Olga Sedakova, Mariya Kiselyova, Anna Yuryaeva, Olga Medvedeva, Olga Brusnikina, Elena Azarova, Olga Novokshchenova, Alexandra Vassina, Elena Barantseva, Anna Maslova ·
2001 Anastasia Davydova, Anastassia Ermakova, Irina Tolkatcheva, Elena Ovtchinnikova, Anna Shorina, Elvira Khasyanova, Svetlana Petratchina, Joulia Chestakovitch, Maria Gromova ·
2003 Olga Brusnikina, Anastasia Davydova, Anastassia Ermakova, Maria Gromava, Elena Jouravleva, Elvira Khasyanova, Maria Kisseleva, Elena Ovchinnikova, Anna Shorina, Irina Tolkacheva  ·
2005 Maria Gromova, Natalia Ischenko, Elvira Khasyanova, Olga Kuzhela, Olga Larkina, Elena Ovchinnikova, Svetlana Romashina, Anna Shorina